# Boryzops similis
Boryzops similis là một loài bướm đêm trong họ Erebidae.